# Flos himma
Flos himma är en fjärilsart som beskrevs av Hans Fruhstorfer 1914. Flos himma ingår i släktet Flos och familjen juvelvingar. Inga underarter finns listade i Catalogue of Life.